# Brivudine
Brivudine (tên thương mại Zostex, Mevir, Brivir, trong số những loại khác) là một loại thuốc chống vi-rút được sử dụng trong điều trị herpes zoster ("bệnh zona"). Giống như các thuốc kháng siêu vi khác, nó hoạt động bằng cách ức chế sự nhân lên của virus đích.

## Sử dụng trong y tế
Brivudine được sử dụng để điều trị herpes zoster ở bệnh nhân trưởng thành. Nó được dùng bằng đường uống mỗi ngày một lần, trái ngược với aciclovir, valaciclovir và các thuốc chống siêu vi khác. Một nghiên cứu đã phát hiện ra rằng nó hiệu quả hơn aciclovir, nhưng điều này đã bị tranh cãi vì có thể có xung đột lợi ích từ một phần của các tác giả nghiên cứu.

## Chống chỉ định
Thuốc chống chỉ định ở những bệnh nhân bị ức chế miễn dịch (ví dụ do cấy ghép nội tạng) hoặc điều trị ung thư, đặc biệt là với fluorouracil (5-FU) và các thuốc liên quan đến hóa học (pro) như capecitabine và tegafur, cũng như thuốc chống vi trùng. cũng liên quan đến 5-FU. Nó đã không được chứng minh là an toàn ở trẻ em và phụ nữ mang thai hoặc cho con bú.

## Tác dụng phụ
Thuốc nói chung được dung nạp tốt. Tác dụng phụ phổ biến duy nhất là buồn nôn (ở 2% bệnh nhân). Các tác dụng phụ ít gặp hơn (<1%) bao gồm đau đầu, tăng hoặc giảm số lượng tế bào máu (giảm bạch cầu hạt, thiếu máu, lymphocytosis, monocytosis), tăng men gan và phản ứng dị ứng.

## Tương tác
Brivudine tương tác mạnh và trong những trường hợp hiếm hoi gây chết người với thuốc chống ung thư fluorouracil (5-FU), các tiền chất và các chất liên quan. Ngay cả 5-FU được áp dụng tại chỗ cũng có thể nguy hiểm khi kết hợp với brivudine. Điều này được gây ra bởi chất chuyển hóa chính, bromovinyluracil (BVU), ức chế không thể đảo ngược enzyme dihydropyrimidine dehydrogenase (DPD) cần thiết để làm bất hoạt 5-FU. Sau khi điều trị bằng brivudine tiêu chuẩn, chức năng DPD có thể bị tổn hại đến 18 ngày. Tương tác này được chia sẻ với sorivudine thuốc liên quan chặt chẽ cũng có BVU là chất chuyển hóa chính của nó.
Không có tương tác liên quan khác. Brivudine không ảnh hưởng đáng kể đến các enzyme cytochrom P450 trong gan.

## Hóa học
Phân tử có ba chiral nguyên tử carbon trong deoxyribose (đường) là một phần tất cả đều đã được xác định định hướng; tức là thuốc là tinh khiết lập thể. Chất là một loại bột trắng.

## Chế tạo
Nhà cung cấp chính là Berlin-Chemie, hiện thuộc Tập đoàn Menarini của Ý. Ở Trung Mỹ được cung cấp bởi Menarini Centro America và Wyeth. 